# Ypsilopus viridiflorus
Ypsilopus viridiflorus là một loài thực vật có hoa trong họ Lan. Loài này được P.J.Cribb & J.Stewart miêu tả khoa học đầu tiên năm 1985.